# Німшин
Німши́н — село в Україні, у  Івано-Франківському районі, Івано-Франківської області, належить до Галицької міської громади. Орган місцевого самоврядування — Галицька міська рада. Населення становить 523 особи.

## Історія
Перша письмова згадка про село датується 23 грудня 1437 року.
За податковим реєстром 1515 року в селі було 2 лани (близько 50 га) оброблюваної землі.
У 1939 році в селі мешкало 920 осіб.

## Пам'ятки
Дерев'яна церква Святого Івана Хрестителя, споруджена 1810 року. Канонічна візитація церкви відбулася у 1833 році. Також про церкву згадано у 1895 та 1914 роках. До 1939 року була під титулом Богоявлення Господнього (за іншими даними — Покрова Пресвятої Богородиці). У 1963 році громаду було знято з реєстрації, а церкву закрито. В радянські часи була зруйнована дерев'яна дзвіниця храму. 1993 року храм повернений громаді УГКЦ, капітально відремонтований та переосвячений на честь Святого Івана Хрестителя. Пам'ятка архітектури місцевого значення.
Мурований храм Успіння Пресвятої Богородиці, споруджений упродовж 2000—2010 років. Церковна громада Німшина, очолювана нині вже покійним Омеляном Вільчуком, 2010 року заклала наріжний камінь у підмурівок нової церкви, місце для якої на високому пагорбі, поруч з дорогою на Різдвяни, обрав архітектор району, автор проєкту Степан Дяків. Зводили церкву всією громадою. Велику допомогу надавав директор Бурштинської ТЕС Мирон Романів, депутати Галицької районної ради Василь Крук, Володимир Костишин та Мирослав Бартків. Обряд освячення храму здійснив 4 вересня 2010 року правлячий Архієрей Івано-Франківської єпархії УГКЦ Преосвященний Владика Кир Володимир Війтишин. Обидва храми перебувають в користуванні громади Успіння Пресвятої Богородиці села Німшин, парох — отець Іван Барановський. 
Наприкінці вересня 2015 року в селі була урочисто відкрита та освячена капличка на честь Героїв Небесної Сотні, збудована за ініціативою о. Івана Баранівського.

## Освіта
Від 1954 року в селі функціонує Німшинська гімназія, розташована в приміщенні колишньої плебанії. 1954 року до старого корпусу приміщення був добудований новий і того ж року школа була реорганізована у Німшинську семирічну школу Більшівцівського райвідділу народної освіти. Першим директором школи став Михашула Михайло Васильович. Нині директором школи працює Кузів Руслан Ярославович. Станом на літо 2020 за весь час існування школа випустила у світ 1248 випускників, з них — 194 учня із свідоцтвом з відзнакою.

## Спорт
Найбільші спортивні досягнення
- 1981 рік — учень 8 класу Лесів Василь Степанович став переможцем обласних змагань з бігу на 200 м і стрибку у довжину з розбігу та виборов право представляти Івано-Франківщину на республіканських змаганнях.
- 1987 рік — учень 7 класу Кравець Іван Михайлович став переможцем районного етапу по стрибках у висоту.
- 1992—2008 роки — шкільна команда ставала переможцем районного турніру з волейболу і продовжувала з перемінним успіхом утримувати свій титул до 2008 року.

## Видатні люди
- Михашула Михайло Васильович (19.04.1923 - 13.01.2005) - громадський діяч, педагог, перший директор школи, шістдесятник.
- Кумановський Микола Павлович (1846, с. Іванє, нині Тернопільська область — 18 листопада 1924, с. Німшин) — український цитрист, композитор, священик.[10]
- Михайлюк Тетяна Василівна — президент Міжнародної організації волонтерів AIESEC International.
- Николин Петро Михайлович — аспірант Івано-Франківського НУНіГ.
- Цибух Іван Володимирович — заступник головного лікаря Галицької ЦРЛ.
- Цибух Зіновій Богданович — сільський староста.
- Ратайчук Ганна Володимирівна — викладач філології Одеського державного університету.
- Шекета Василь Іванович — український науковець, професор, доктор технічних наук, завідувач кафедри інженерії програмного забезпечення Івано-Франківського НУНіГ.
- Яцків Роман Романович (1980) - доктор наук, працює в Академії наук м.Прага (Чехія).